# Славутич (город)
Славу́тич (укр. Славутич) — город в Киевской области Украины. Относится к Вышгородскому району (до 2020 года был городом областного подчинения).
Славутич находится в 10 км от левого берега Днепра (Славутич — древнеславянское название Днепра). В настоящее время население Славутича составляет около 20 тысяч человек. Большинство взрослого населения работало на Чернобыльской АЭС.

## История
В начале 20 века на территории города был лес, через который проходила железная дорога Чернигов-Овруч. С 40-х годов существует разъезд Нерафа.

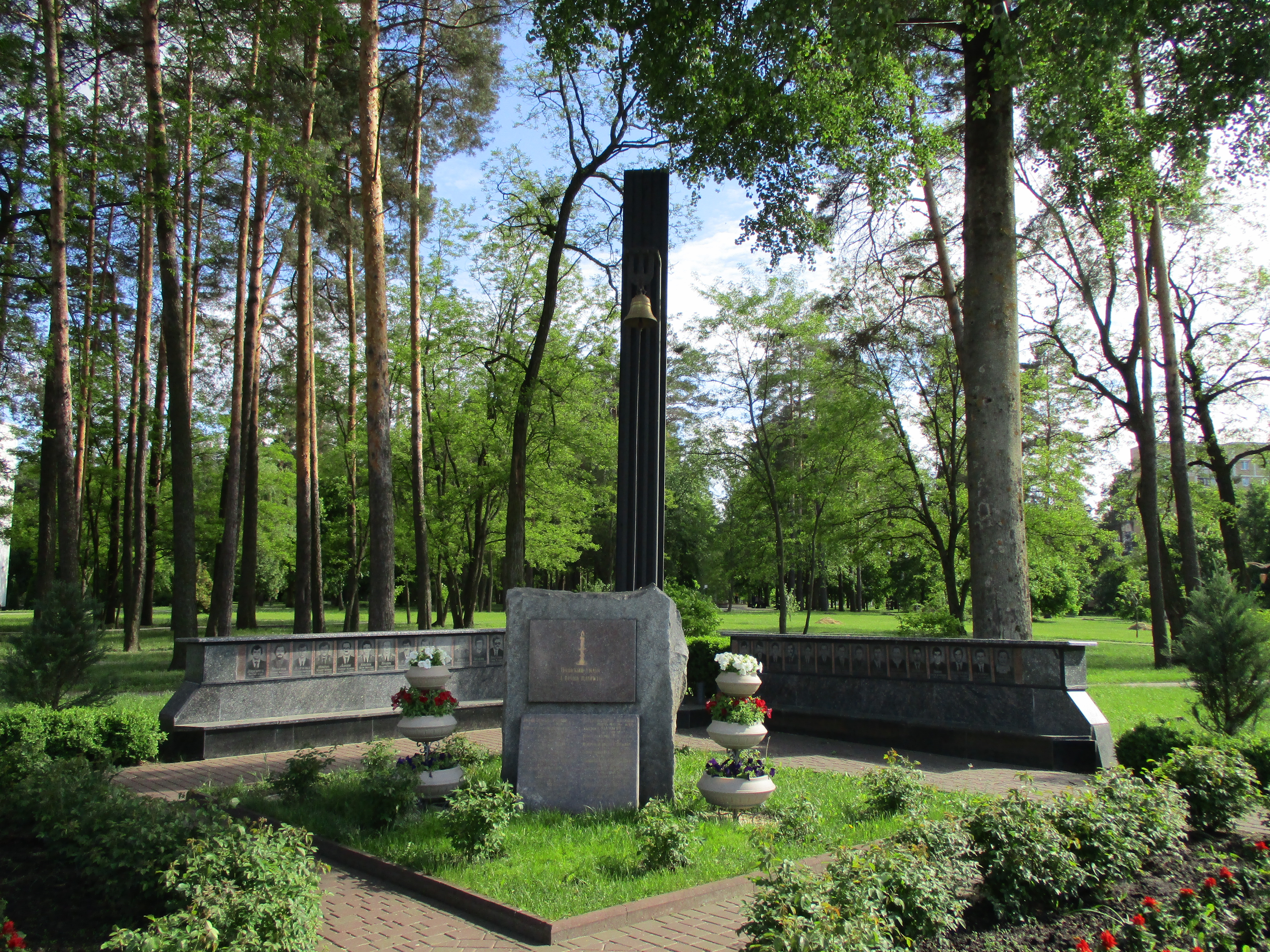
Памятный знак жертвам Чернобыльской катастрофы на центральной площади

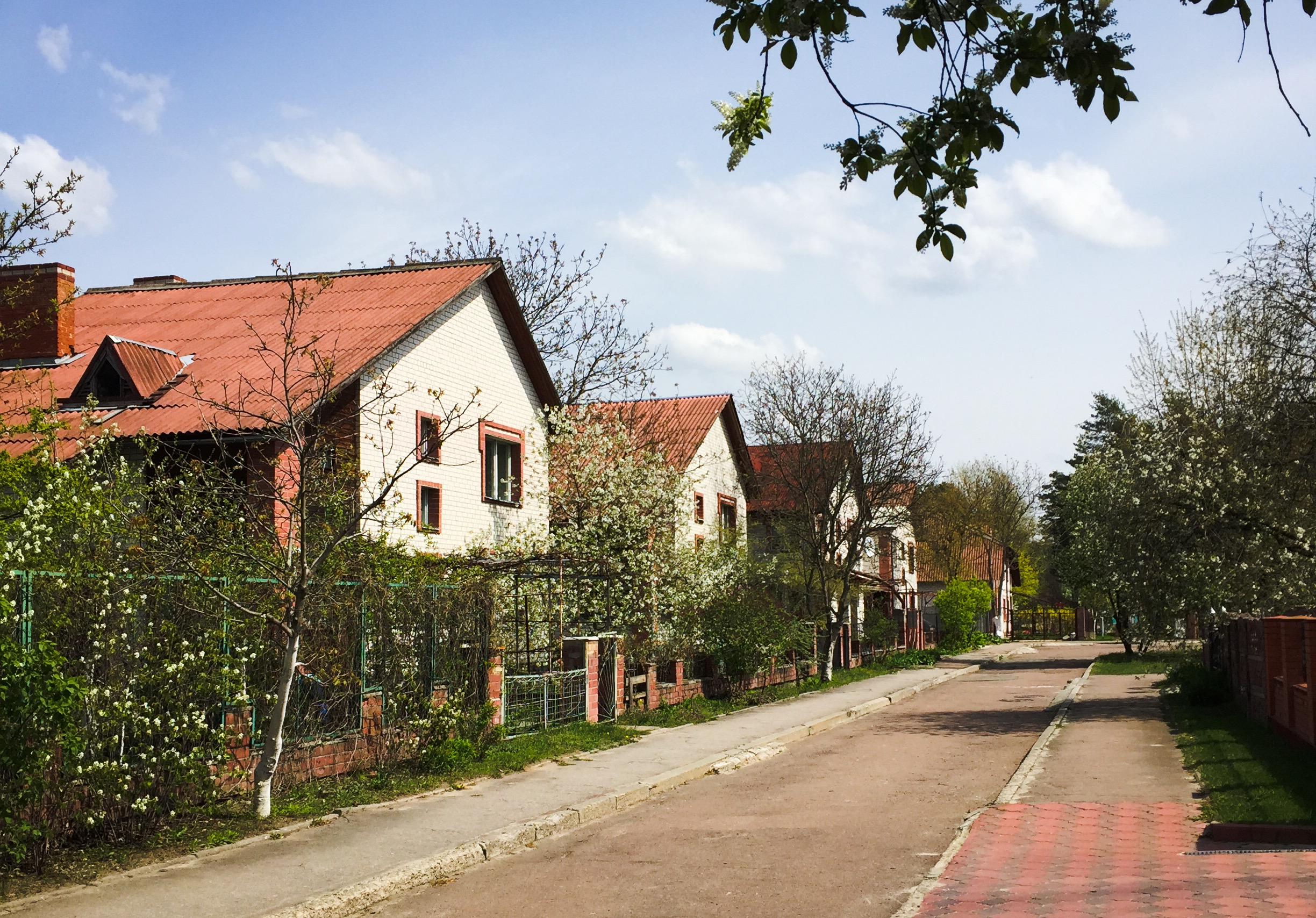
Киевский квартал

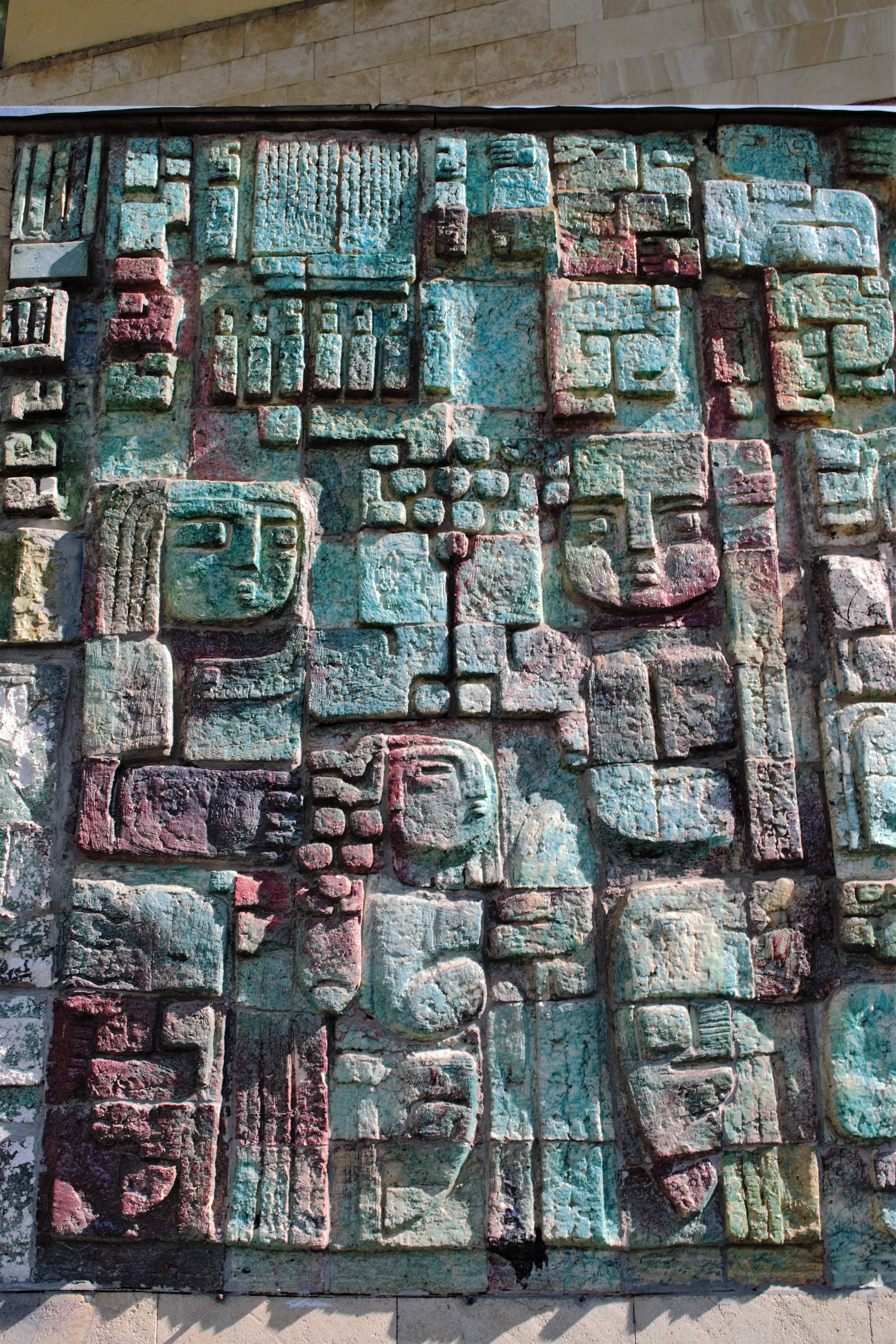
Панно «Азербайджан»

Славутич — самый молодой город Украины и последний город, созданный в СССР. Решение о его строительстве как нового города для постоянного проживания работников Чернобыльской АЭС и членов их семей после аварии на ЧАЭС было принято 2 октября 1986 года. И уже в ноябре-декабре того же года было осуществлено проектирование (группа архитекторов под руководством Л. В. Вавакина), а в декабре началось строительство города силами восьми советских республик. 26 марта 1988 года выдан первый ордер на заселение квартир.
Указом Президиума Верховного совета УССР #3617-XI (Про присвоєння найменування місту, що будується в Чернігівській області для постійного проживання працівників Чорнобильської атомної електростанції) от 19 февраля 1987 года новому городу (который строится в Черниговской области) присвоено название «Славутич», он был передан в подчинение Киевского областного совета.
Территория Славутича представляет собой эксклав Киевской области на территории Черниговской области, из которой после принятия решения о строительстве города была выделена часть земель Репкинского (Любецкая сельская громада) и Черниговского (Михаило-Коцюбинская сельская громада) районов. Город находится в междуречье Десны и Днепра, среди сосновых лесов у разъезда Нерафа на железной дороге, соединяющей Чернигов со станцией Янов.
Славутич расположен на расстоянии 10 км от левого берега реки Днепр, в 120 км севернее Киева, в 40 км западнее Чернигова; на расстоянии 50 км западнее Славутича находится Чернобыльская АЭС. С Чернобыльской АЭС Славутич имеет железнодорожную связь до станции Семиходы; автобусную — по южному направлению дороги, до Чернобыля и ЧАЭС; водное сообщение — от порта Якорь по Днепру и Припяти до атомной станции. До 1986 года станция Славутич называлась разъездом Нерафа.
Удобное экономико-географическое положение города обусловлено его размещением на пересечении железнодорожных и автомобильных путей сообщения. Благодаря им Славутич связан с Киевом, Черниговом и другими городами Украины и соседними государствами Республикой Беларусь и Россией (расстояние до границы с Республикой Беларусь — 12 км, до границы с Россией — 100 км).
Территория застройки города составляет 253 га, за границей селитебной зоны города размещены прочие функциональные зоны на площади 500 га.
В строительстве города участвовали архитекторы и строители из восьми союзных республик: России, Литвы, Латвии, Эстонии, Грузии, Азербайджана, Армении и Украины, что придало застройке каждого градостроительного комплекса (квартала) национальный колорит. Как результат, сейчас город разделён на тринадцать кварталов: Бакинский, Днепровский (ранее Белгородский), Вильнюсский, Добрынинский, Ереванский, Киевский, Деснянский (ранее Невский, Ленинградский), Полесский (ранее Московский), Рижский, Таллинский, Тбилисский, Черниговский, Печерский, каждый из которых имеет свою особенную архитектуру и атмосферу. Территория застройки города занимает 7,5 км², из них 2,5 — жилая зона, остальное — другие функциональные зоны.

### Вторжение России на Украину
Во время российского вторжения на Украину, Славутич был окружён и изолирован российскими войсками в ходе их наступления на Киев в конце февраля 2022 года. 25 марта 2022 года, после нескольких дней обстрелов, российские войска вошли в город, захватили госпиталь и задержали мэра Юрия Фомичева, а местные жители вышли на улицы в знак протеста против оккупации.
По состоянию на 11 июня 2025 года Славутич находится под украинским контролем.

## Население

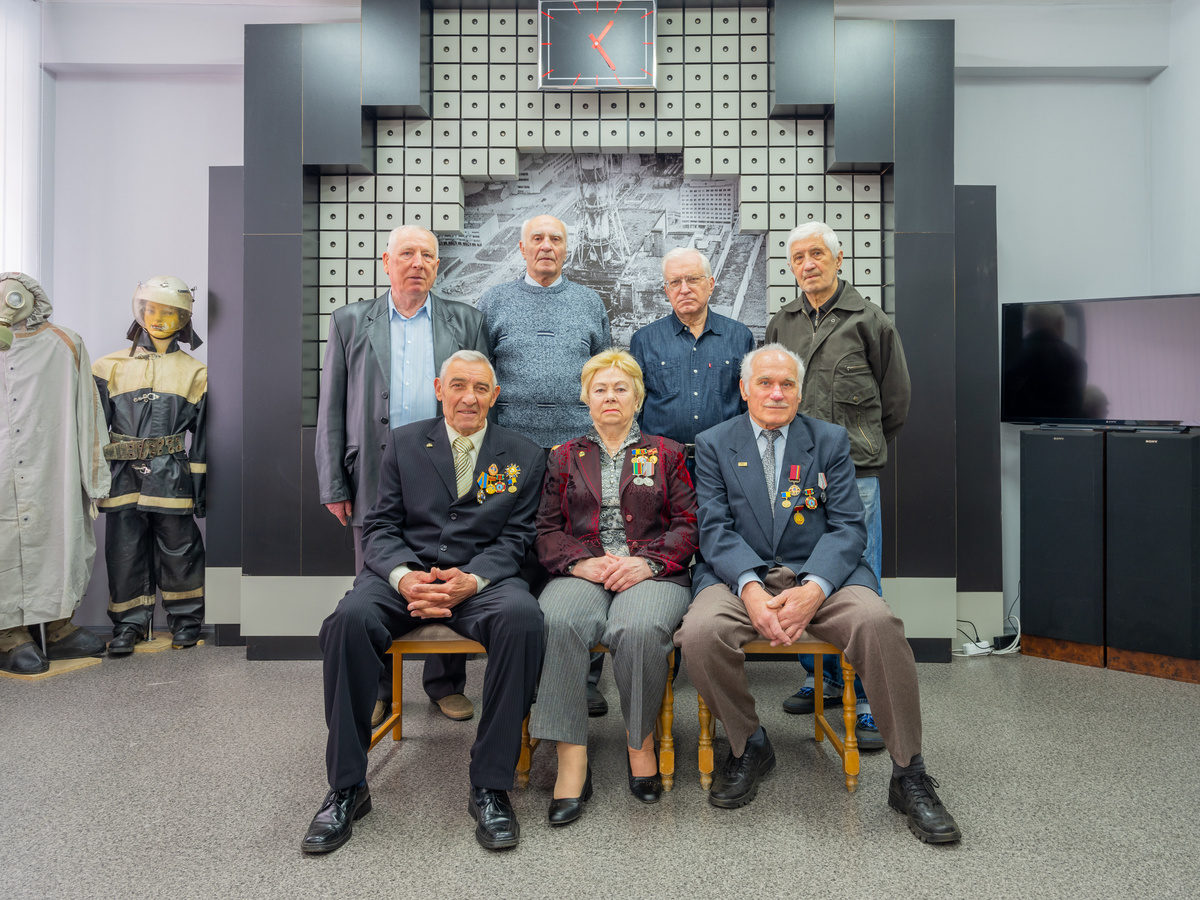
Фото ликвидаторов в 32-ю годовщину аварии в музее Славутича

Часть населения Славутича составляют бывшие жители Припяти, из них восемь тысяч в 1986 году были ещё детьми. Многие жители до сих пор работают на ЧАЭС, занимаясь вопросами текущей эксплуатации, сопровождением работ по созданию инфраструктуры для снятия ЧАЭС с эксплуатации, выполнением работ по преобразованию объекта «Укрытие» в экологически безопасную систему; работают в 30-километровой зоне отчуждения, занимаясь там мониторингом, научной деятельностью. Они добираются до ЧАЭС на транспорте предприятия (электропоезда), которые следуют из Славутича к атомной станции. 
Для Славутича характерен необычайно высокий уровень рождаемости и низкий уровень смертности. Как результат, Славутич — город с самым низким средним возрастом населения на Украине. Больше трети жителей города — дети. Экономическая депрессия, спровоцированная закрытием ЧАЭС, и недостаточная мотивация молодёжи города вызвали её отток из Славутича. Как следствие, существует тенденция к повышению среднего возраста. 

### Языковой состав
Родной язык населения по данным переписи 2001 года:
| Язык        | Численность, чел. | Доля     |
| ----------- | ----------------- | -------- |
| Украинский  | 13 606            | 55,42 %  |
| Русский     | 10 453            | 42,58 %  |
| Белорусский | 307               | 1,25 %   |
| Другое      | 183               | 0,75 %   |
| Итого       | 24 549            | 100,00 % |

Украинский язык является единственным официальным и основным языком города.
По данным Государственной службы статистики Украины в 2023/24 учебном году все 237 624 учащихся в учреждениях общего среднего образования в Киевской области обучались в украиноязычных классах.

## Социально-бытовая инфраструктура

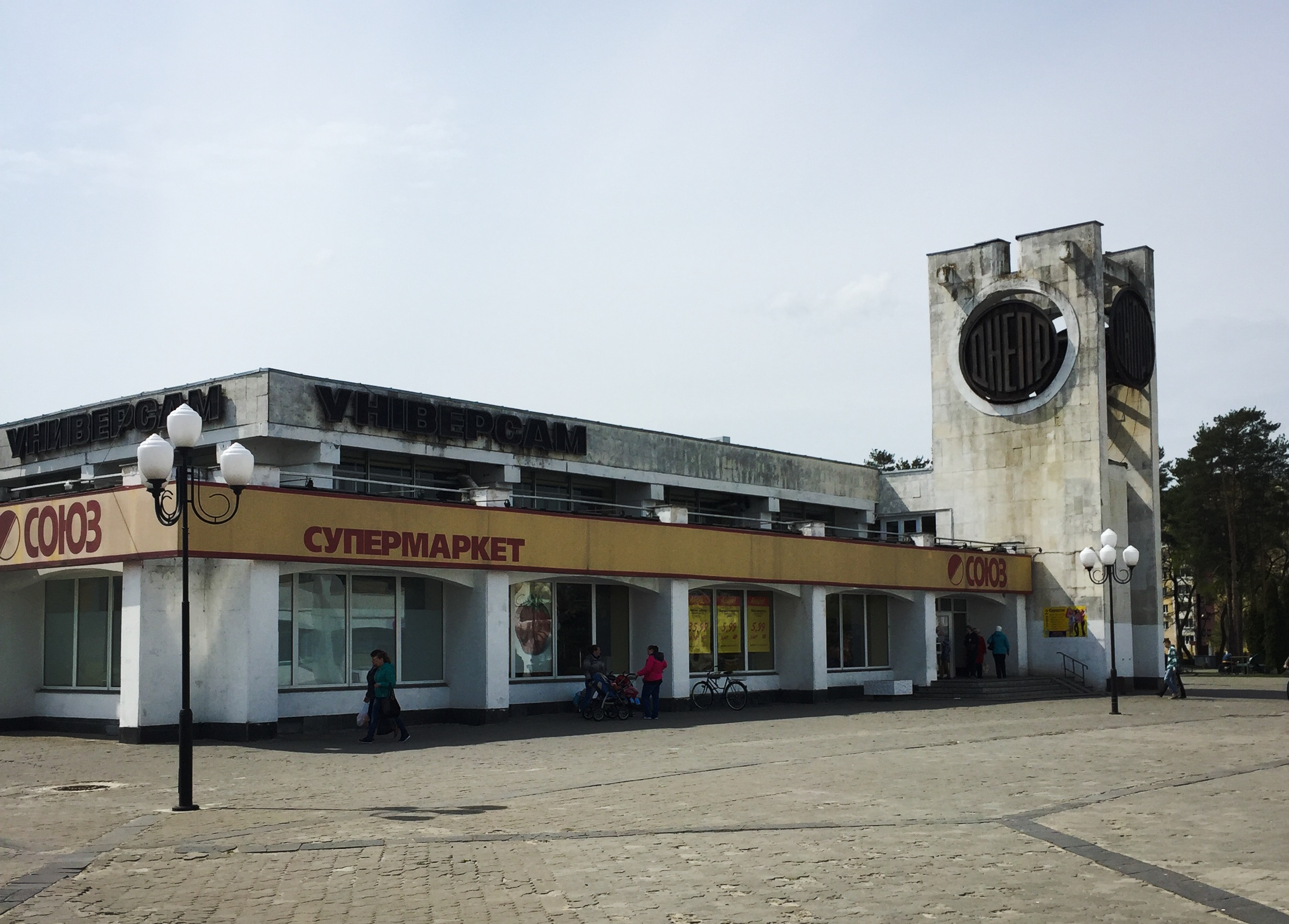
Торговый комплекс «Днепр»

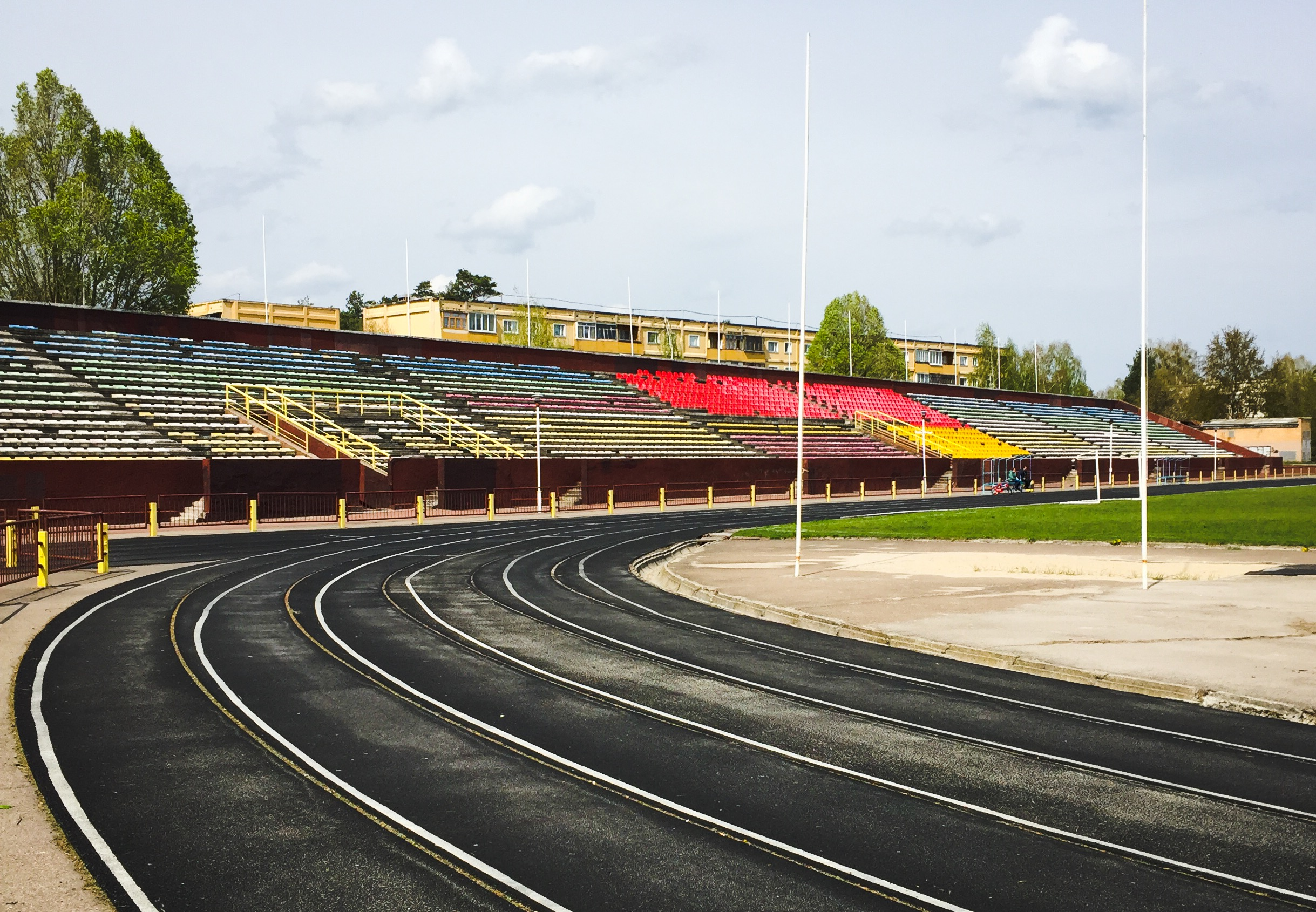
Стадион «Каскад»

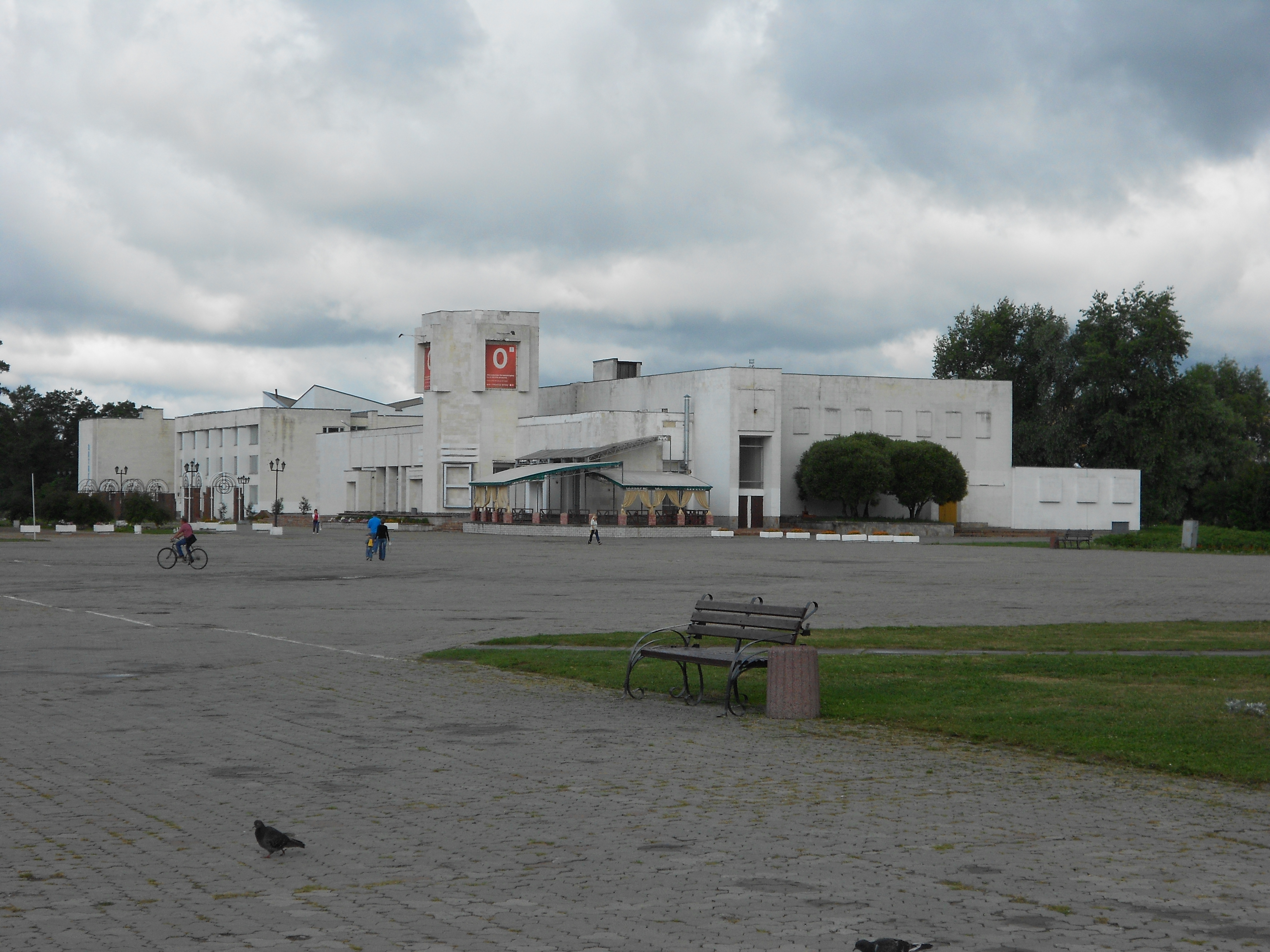

За годы существования в Славутиче создана современная социальная инфраструктура. Её развитие является одним из факторов стабильной демографической ситуации в городе. Реализуются 10 программ для социально незащищённых групп населения, направленных на профилактику наркомании и алкоголизма среди молодёжи, реабилитации детей-инвалидов, оздоровление, развитие науки и образования.
В городе создан социально-психологический центр, который оказывает социально-психологическую, консультативную и информационную помощь населению, организациям и органам государственной власти. Специалисты учреждения проводят индивидуальные консультации по психологическим проблемам, групповые и массовые мероприятия (тренинги, семинары, развивающие игры, круглые столы, праздники, выставки) и другие. Одним из ведущих направлений деятельности центра являются социологические и социально-психологические исследования, которые позволяют отображать психологическое состояние населения, получать более полную информацию о проблемах в различных сферах жизнедеятельности общества.
Учреждение оказывает психологическую помощь лицам, переселившиеся из района проведения АТО и территории Украины, неподконтрольной украинской власти, а также военнослужащим-участникам АТО и членам их семей.
В городе построены четыре общеобразовательные школы, Лицей, Центр защиты детей, Дом детского творчества, библиотечно-информационный центр для детей, физкультурно-оздоровительные комплексы общей площадью 3,5 тыс. м², юношеская спортивная школа, стадион, яхт-клуб. С 2000 года функционирует филиал Национального технического университета Украины (КПИ). Среди юных спортсменов есть призёры Кубков Мира, Европы, Украины во многих видах спорта. На её пяти отделениях учатся около 800 детей. С 1988 го года в городе функционирует Детская школа искусств. Славутичская ДШИ является одной из лучших в Киевской обл. Школа воспитала плеяду прекрасных музыкантов, художников, артистов, популярных и известных не только на Украине, но и за её пределами. Школа всегда являлась и является культурным центром г. Славутич.
Дошкольная система образования насчитывает шесть детских садов. В каждом детском саду есть группы краеведения, музыкальные и спортивные залы, бассейны с кабинетами лечебной физкультуры. Внедряется программа ЮНИСЕФ «Славутич — территория, благоприятная для ребёнка». 
Также в городе есть центр молодёжи, современный центр связи, городская администрация, интернет-кафе, многочисленные спортплощадки, современные больницы и гостиница. Около 80 % квартир города расположены в пяти-девятиэтажных домах, остальные 20 % — в коттеджах на одну-две семьи.

## Современное положение дел
Экономическая и социальная ситуация города сильно зависит от ЧАЭС. До закрытия ЧАЭС в 2000 году, там работало девять тысяч жителей города, то есть примерно половина взрослого населения. После закрытия станции там продолжают работать три тысячи человек, которые занимаются снятием ЧАЭС с эксплуатации.
Ранее 85 % бюджета города финансировались атомной станцией. Для того, чтобы привлечь в город новых инвесторов, ему был придан статус свободной экономической зоны. Также проводится программа переобучения бывших работников станции.

## Транспорт
Автобусное сообщение
Славутич связан автобусным сообщением с городами Киевом и Черниговом, сёлами Мнёв и Любеч, посёлками Неданчичи и Репки. В летний период работает дачный маршрут (конечная в селе Ведильцах).
В 2016 году при поддержке и.о мэра Юрия Фомичева и председателя профкома ЧАЭС Максима Орлова была создана программа «Муниципальный автобус №1 в Славутиче», благодаря которой стало возможным открытие нового внутригородского автобусного маршрута №1: По состоянию на 2025 год маршрут не работает.
Железнодорожное сообщение
В границах города действует две железнодорожных станции: Славутич и Посёлок Лесной. Ежедневно отправляются поезда до Чернигова и Фастова.

## Галерея

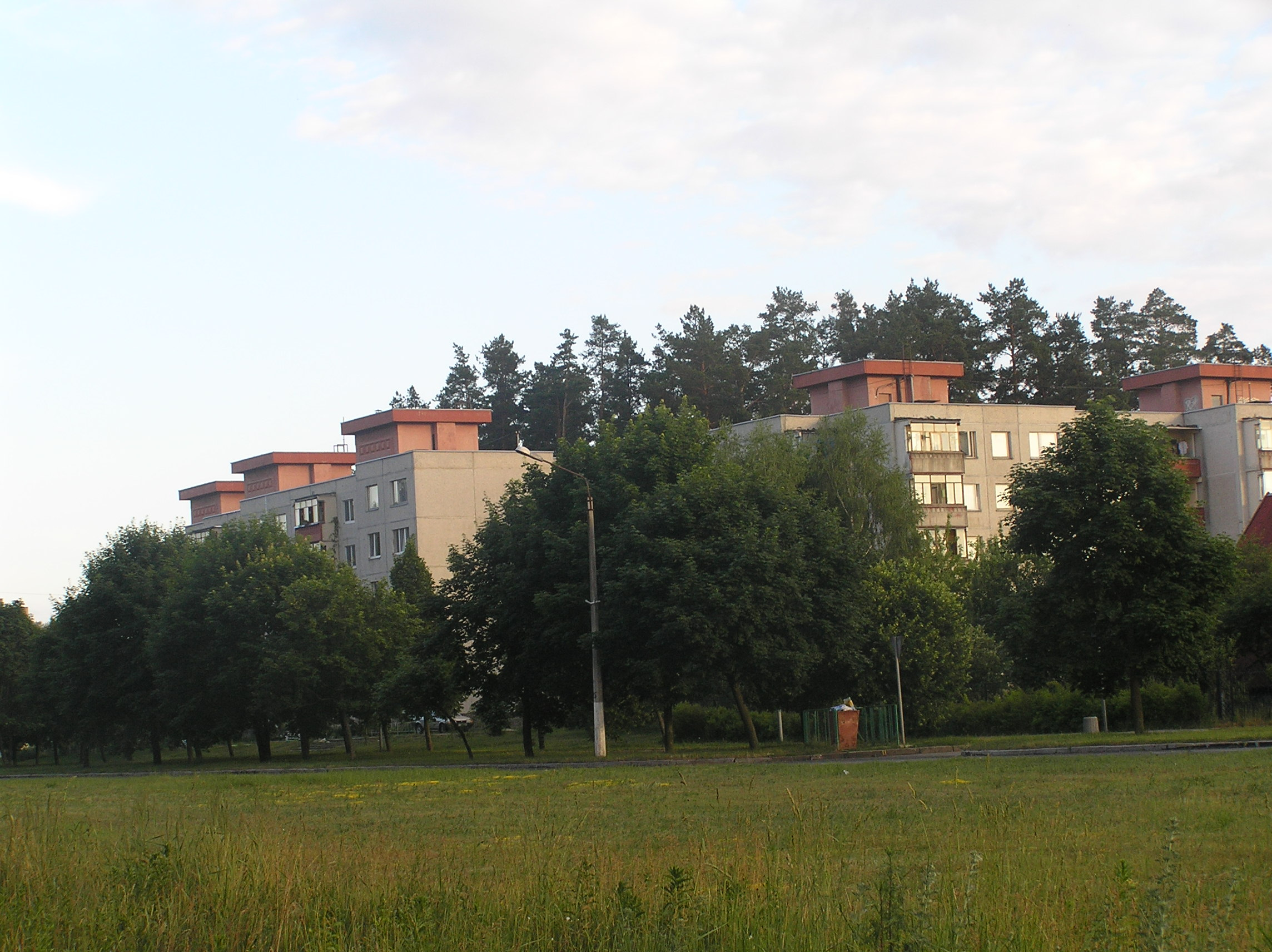
Вид на Вильнюсский квартал
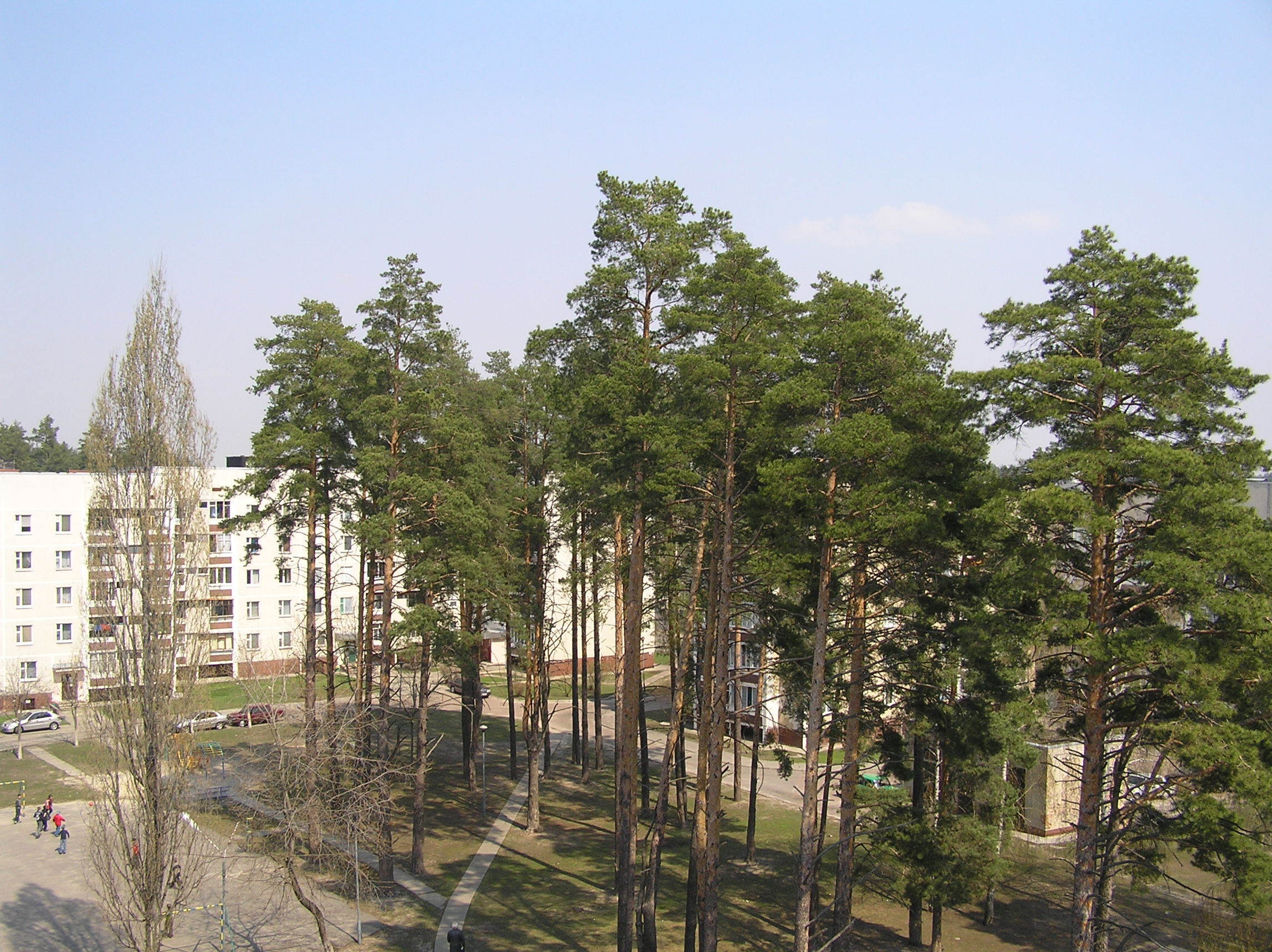
Внутренний двор Полесского (бывшего  Московского, переименован решением городского совета от 27.07.2022 г.) квартала
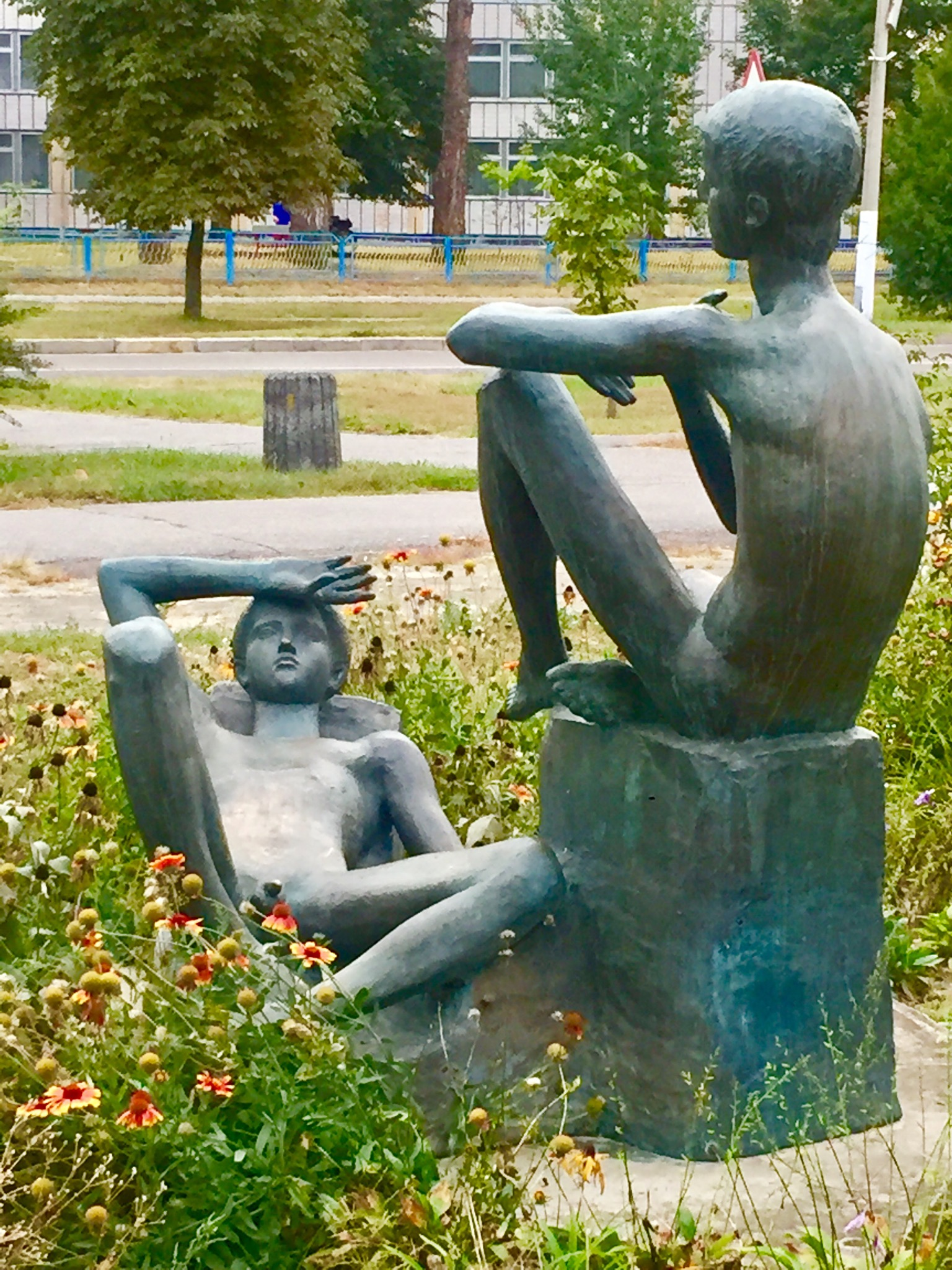
Скульптура композиция «Мечта»
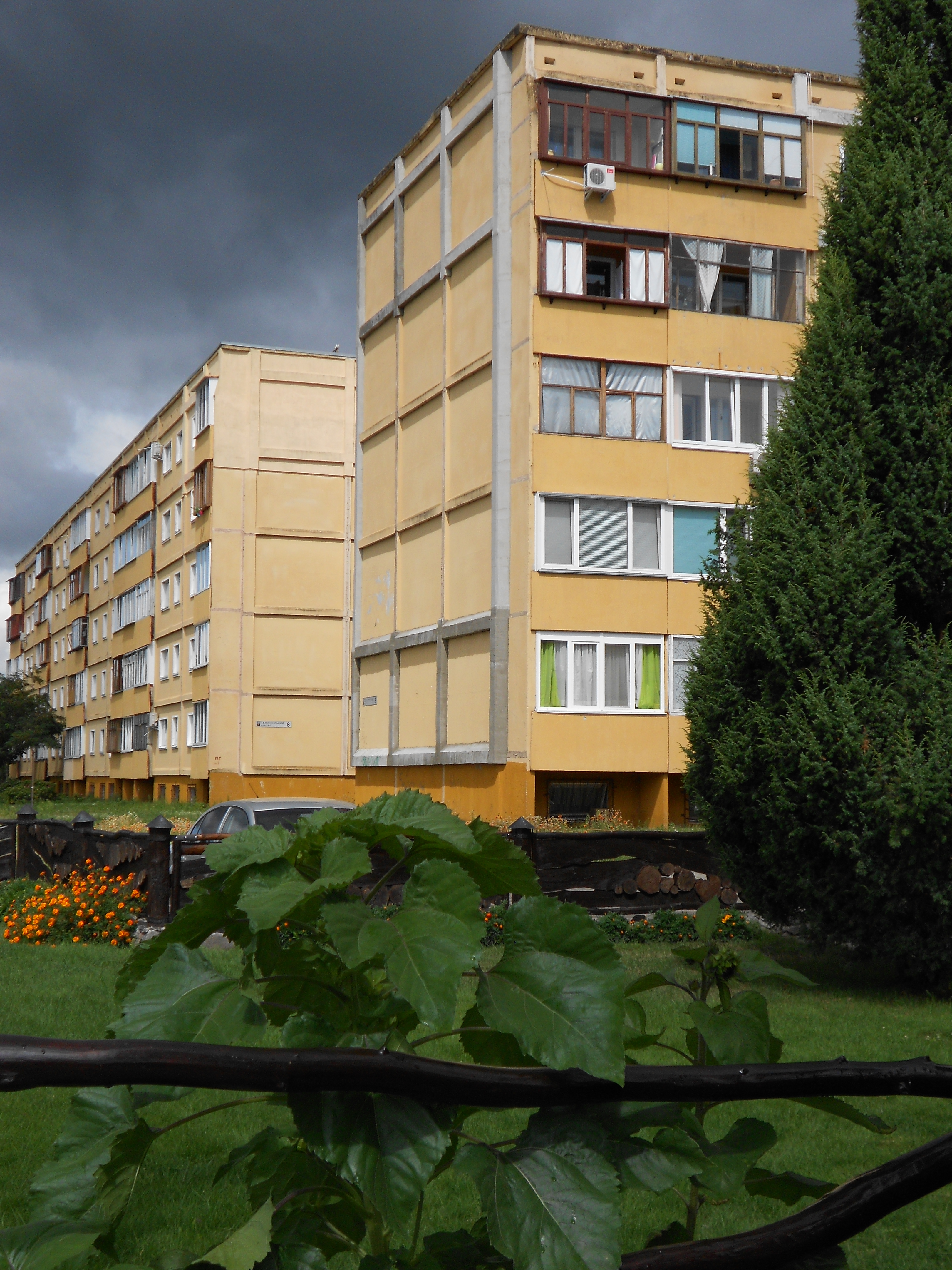